# Potamotrigònids

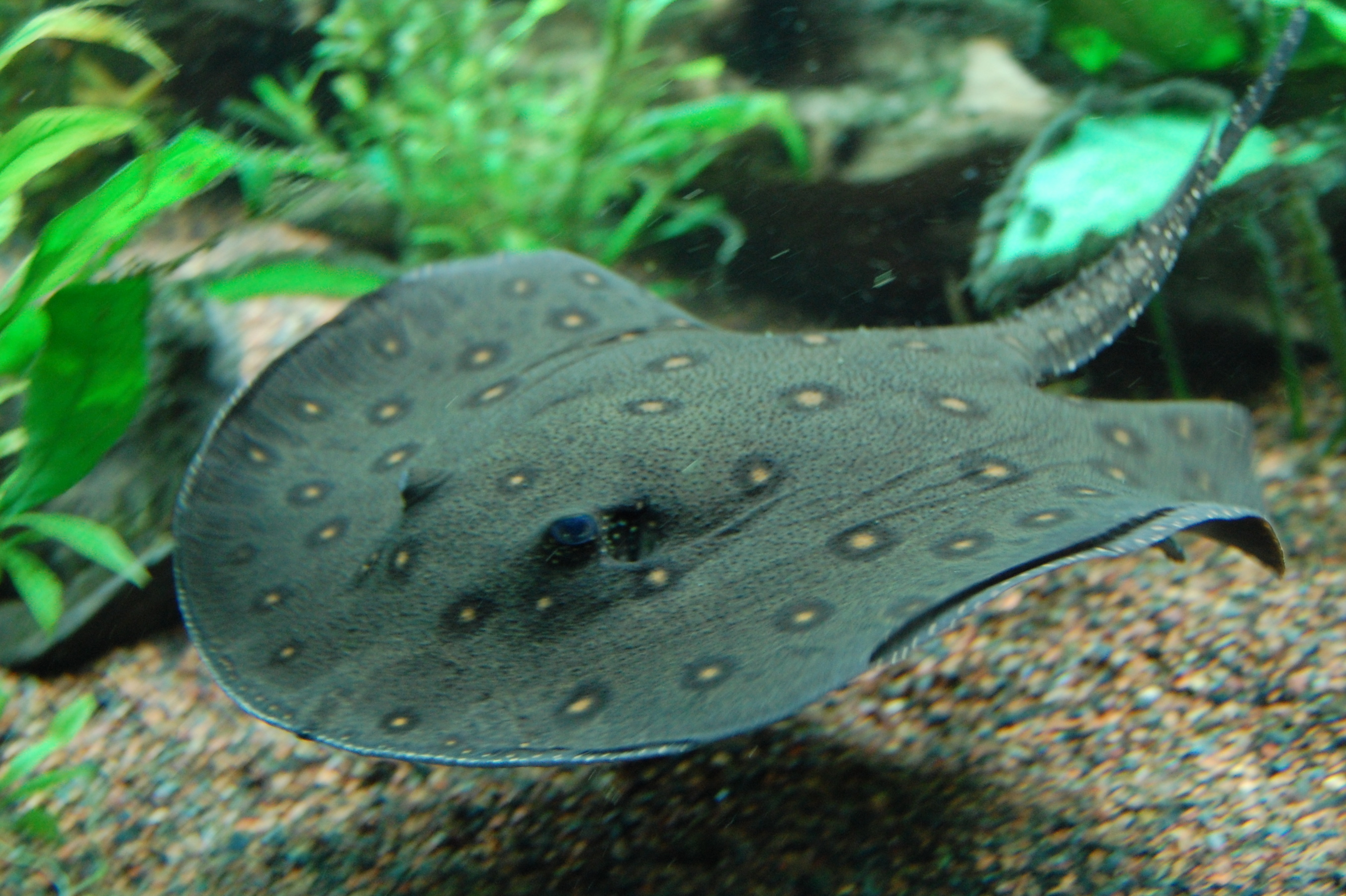
Potamotrygon motoro

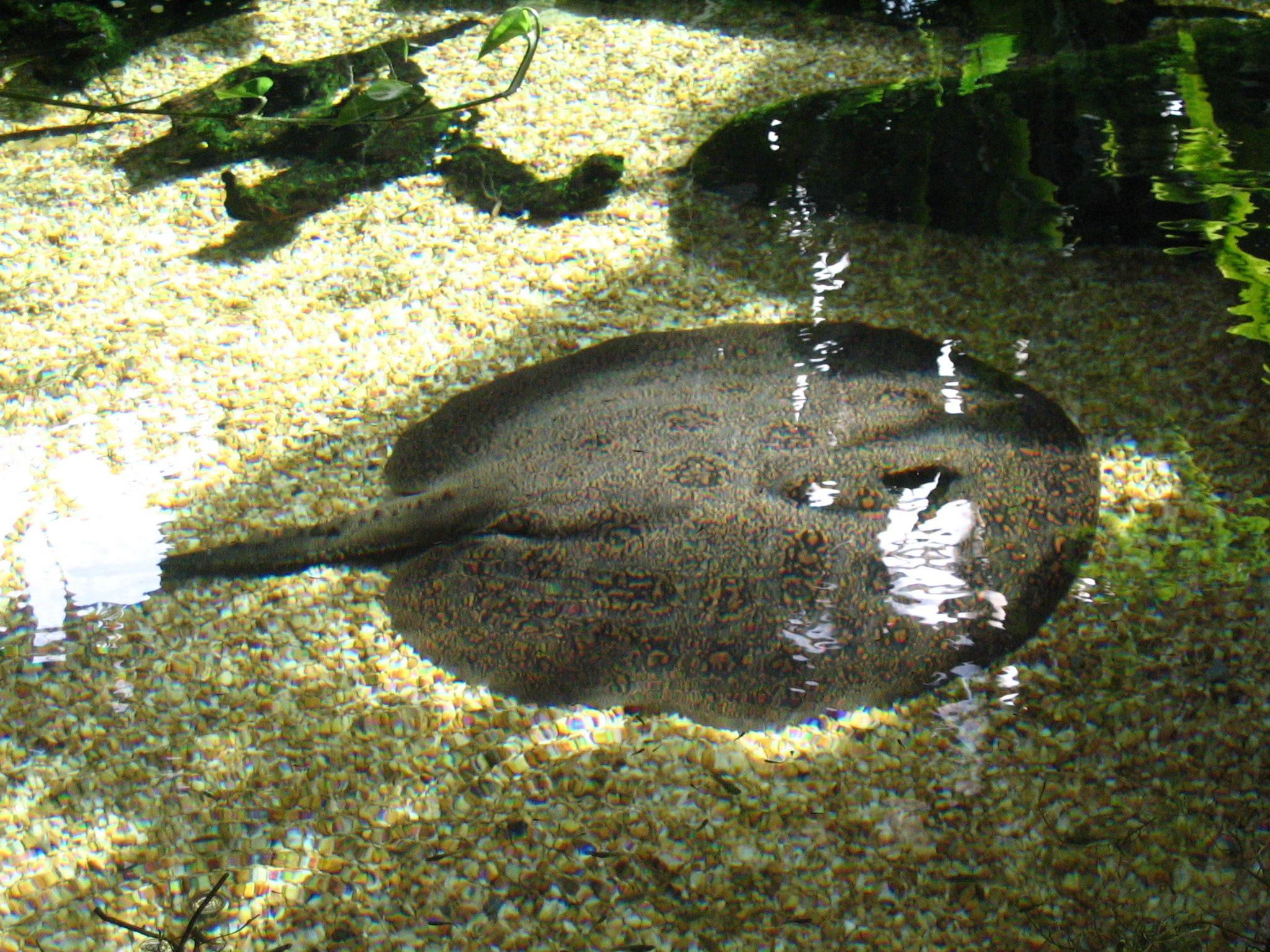
Potamotrygon orbignyi

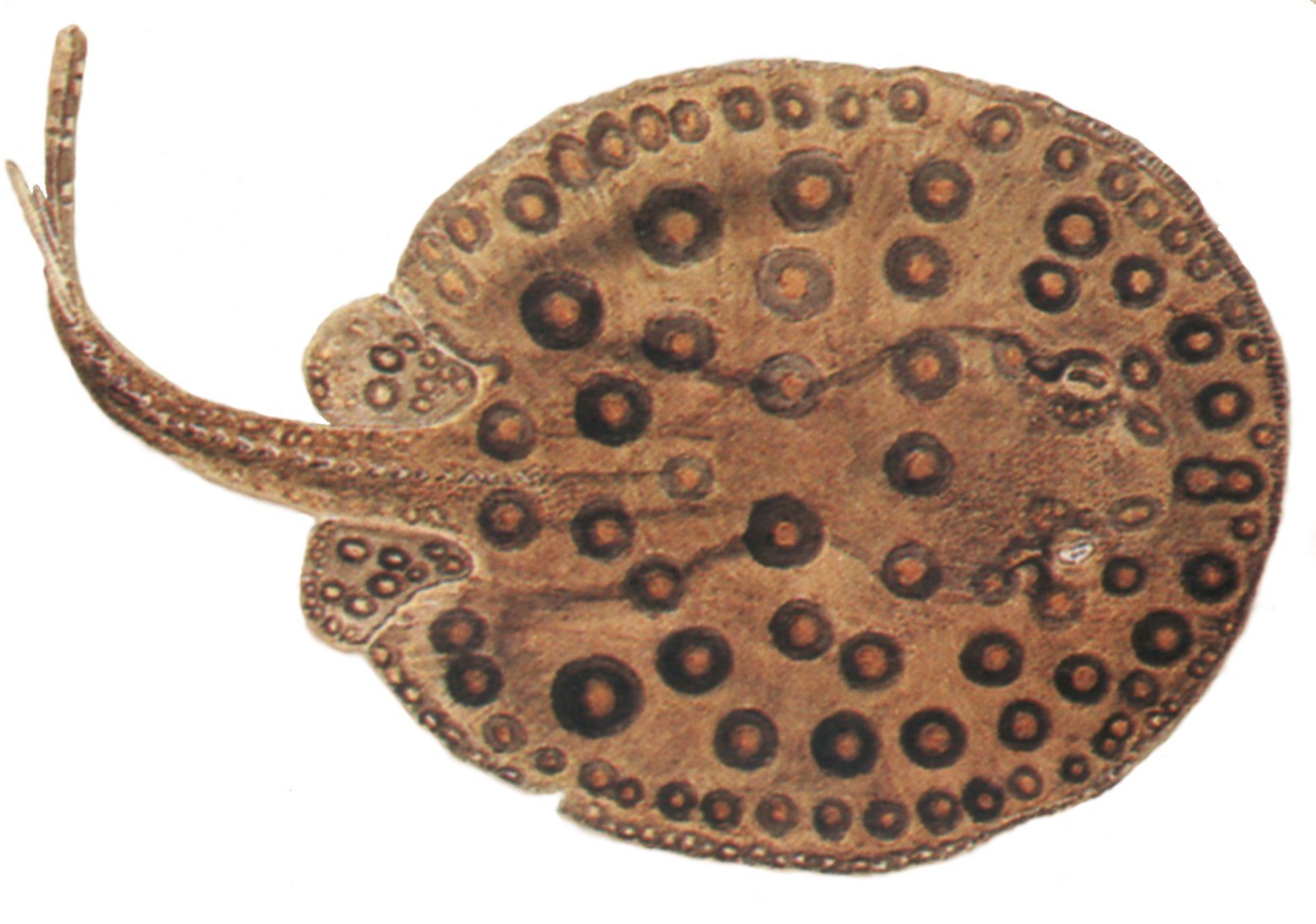
Paratrygon motoro

Els potamotrigònids (Potamotrygonidae) constitueixen una família de peixos pertanyent a l'ordre dels Myliobatiformes.

## Descripció
- El cos (en forma de disc) fa al voltant de 25 cm de diàmetre (en el cas de Potamotrygon schuhmacheri) i 100 cm de llargària (Potamotrygon motoro).
- El disc és generalment una mica més llarg que ample (sobretot en Paratrygon) i cobreix la majoria de les aletes pèlviques (menys en Plesiotrygon).
- Els ulls són moderadament grans en Potamotrygon, però més petits i menys sortints en Paratrygon i Plesiotrygon.
- Tenen fiblons verinosos (fins a quatre en un mateix individu depenent de l'espècie).
- Sang amb baixes concentracions d'urea.
- La superfície dorsal del disc i la cua es troben cobertes amb molts denticles.
- Absència de les aletes dorsal i caudal.[2][3]

## Reproducció
Són ovovivípars i les ventrades, normalment, són de 2-7 individus.

## Hàbitat
Viuen en hàbitats d'aigua dolça.

## Distribució geogràfica
Es troben als rius sud-americans que desguassen a l'Atlàntic o el Carib.

## Gèneres
- Paratrygon (Duméril, 1865)[4]
  - Paratrygon aiereba (Walbaum, 1792)[5]
- Plesiotrygon (Rosa, Castello & Thorson, 1987)[6]
  - Plesiotrygon iwamae (Rosa, Castello & Thorson, 1987)[7]
- Potamotrygon (Garman, 1877)[8][9][10][11][12][13]

## Ús comercial
No són consumits com a aliment, però es comercialitzen com a peixos d'aquari.

## Observacions
No són perillosos, llevat que siguin trepitjats o amenaçats d'alguna altra manera.